# Gingivitis-stomatitis-faryngitiscomplex
Gingivitis-stomatitis-faryngitiscomplex ook wel feline chronic gingivitis stomatitis (FCGS) of feliene caudale gingivostomatitis genoemd, is een wederkerende slijmvliesaandoening die zich manifesteert in de muil van katten.

## Beschrijving
FCGS kan verschillende oorzaken hebben. Vaak is er sprake van een ontsteking ten gevolge van tandplak, tandsteen of tandhalslaesie (forl). Daarnaast hebben de meeste patiënten een verminderde immuniteit en is er in bijna alle gevallen een calicivirus-infectie. Daarnaast kan ook een (voedsel-)allergie vaak een rol spelen. Het complex bestaat uit drie aanverwante ziektes die zich ook los van elkaar kunnen manifesteren:
- Gingivitis veroorzaakt gezwollen, rood tandvlees dat makkelijk bloedt. De ontsteking veroorzaakt een onaangename ademgeur en heeft tot gevolg dat het tandvlees zich terugtrekt waardoor de tandhals en -wortel zichtbaar worden. Wanneer ook het onderliggende bot ontstoken geraakt is er sprake van parodontitis.
- Stomatitis (ontstoken wangslijmvlies) is een gevolg van tandsteen. De ontsteking manifesteert zich ter hoogte van de molairen en kan zich uitbreiden over de ganse wang.
- Faryngitis is een ontsteking van de slijmvliezen achter in de mondholte, voornamelijk in de gedeelten van het zachte gehemelte en de slijmvliesomvang van de boven- en onderkaak. In ± 20% van de gevallen is tevens de farynx ontstoken.[3]

De belangrijkste symptomen zijn stinken uit de bek, kwijlen, verlies van eetlust (en bijgevolg vermagering), humeurig zijn, wegkruipen of verstoppen en met een scheve kop eten (ten gevolge de pijn).

## Voorkomen
FCGS is een aandoening die bij katten van alle leeftijden kan voorkomen. Vaak manifesteert de ziekte zich reeds op jonge leeftijd (voor de twee jaar) en komt ze bij alle kattenrassen voor. Sommige soorten blijken echter meer risico te lopen, waaronder de siamees, de burmees en de oosterse korthaar.

## Behandeling
De diagnose wordt gesteld door een inspectie van de mondholte, dit gaat vaak gepaard met een aanvullend bloedonderzoek om kattenaids en leukose uit te sluiten. Naargelang de ernst van de verschijnselen wordt een behandelingsplan opgesteld, dit kan variëren van het schoonmaken van het gebit tot het trekken van (alle) tanden.
- Tandsteenbehandeling: Het gebit wordt onder sedatie gereinigd met een ultrasoon trilapparaat waarbij losse en ernstig beschadigde elementen verwijderd worden. Vervolgens dient de kat een antibioticum- en NSAIDskuur te volgen. Vaak wordt aangeraden de vorming van nieuw tandplak en -steen tegen te gaan door middel van tandenpoetsen en een aangepast dieet.[6]
- Indien bovenstaande tandsteenbehandeling niet is aangeslagen of de ontsteking niet gepaard gaat met (veel) tandsteenvorming en een antibioticum- en NSAIDskuur niet aanslaat wordt vaak geadviseerd de kiezen te laten trekken. Indien er voor deze optie gekozen wordt krijgt de kat na de behandeling vaak een aangepast dieet van vloeibaar voedsel. Tijdens de operatie wordt er vaak digitale tandheelkundige röntgenfoto's gemaakt om te verzekeren dat er geen kieswortelresten achterblijven in de tandkasten. Indien de problemen zich blijven manifesteren worden soms ook de snij- en hoektanden verwijderd.
- In sommige gevallen wordt geopteerd voor een behandeling met corticosteroïden (moderin, prednison, dexamethason, ...). Deze behandeling geeft in eerste instantie een goed resultaat, maar zou op langere termijn een eerder remmend effect hebben. Tevens kunnen er ongewenste bijverschijnselen optreden als diabetes en de ziekte van Cushing.
- Ten slotte is er nog de mogelijkheid van een behandeling met een immunostimulerend middel zoals Virbagen Omega. onder sedatie wordt het middel in het slijmvlies geïnjecteerd op de grens tussen het gezonde en ontstoken slijmvlies. De behandeling dient verscheidene malen herhaald te worden. Als alternatief wordt het middel daarom soms opgelost in fysiologisch zout dat dagelijks in de muil wordt ingespoten gedurende drie periodes van telkens drie weken. De resultaten zijn wisselend.

Recent wordt er onderzoek gevoerd naar de aanwezige stam of variant van het calicivirus om alzo een specifiek vaccin te ontwikkelen.